# Rüschlikon
Rüschlikon é uma comuna da Suíça, no Cantão Zurique, com cerca de 4.996 habitantes. Estende-se por uma área de 2,94 km², de densidade populacional de 1.699 hab/km². Confina com as seguintes comunas: Adliswil, Kilchberg, Küsnacht, Langnau am Albis, Thalwil.
A língua oficial nesta comuna é o Alemão.